# František Adam Vratislav z Mitrovic
František Adam hrabě Vratislav z Mitrovic starším pravopisem též Wratislav z Mitrowicz (německy Franz Adam Graf Wratislaw von Mitrowitz, 27. února 1759 v Čechách – 23. února 1815, Stádlec-Dírná) byl český šlechtic z hlavní (Šebestiánské či Mitrovické) větve rodu Vratislavů z Mitrovic. Byl milovníkem umění a sám byl činný jako amatérský malíř.

## Život

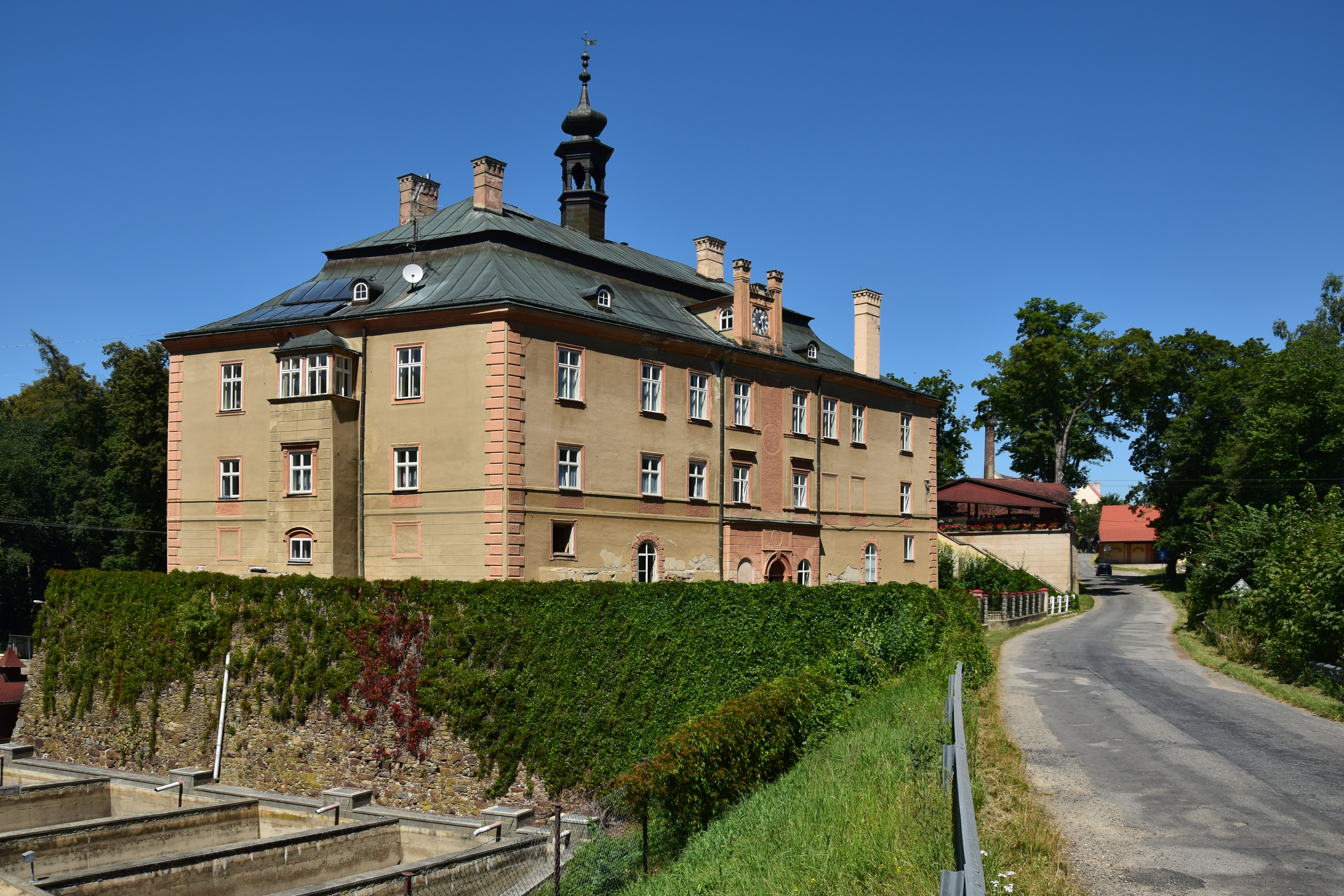
Zámek Dírná u Soběslavi

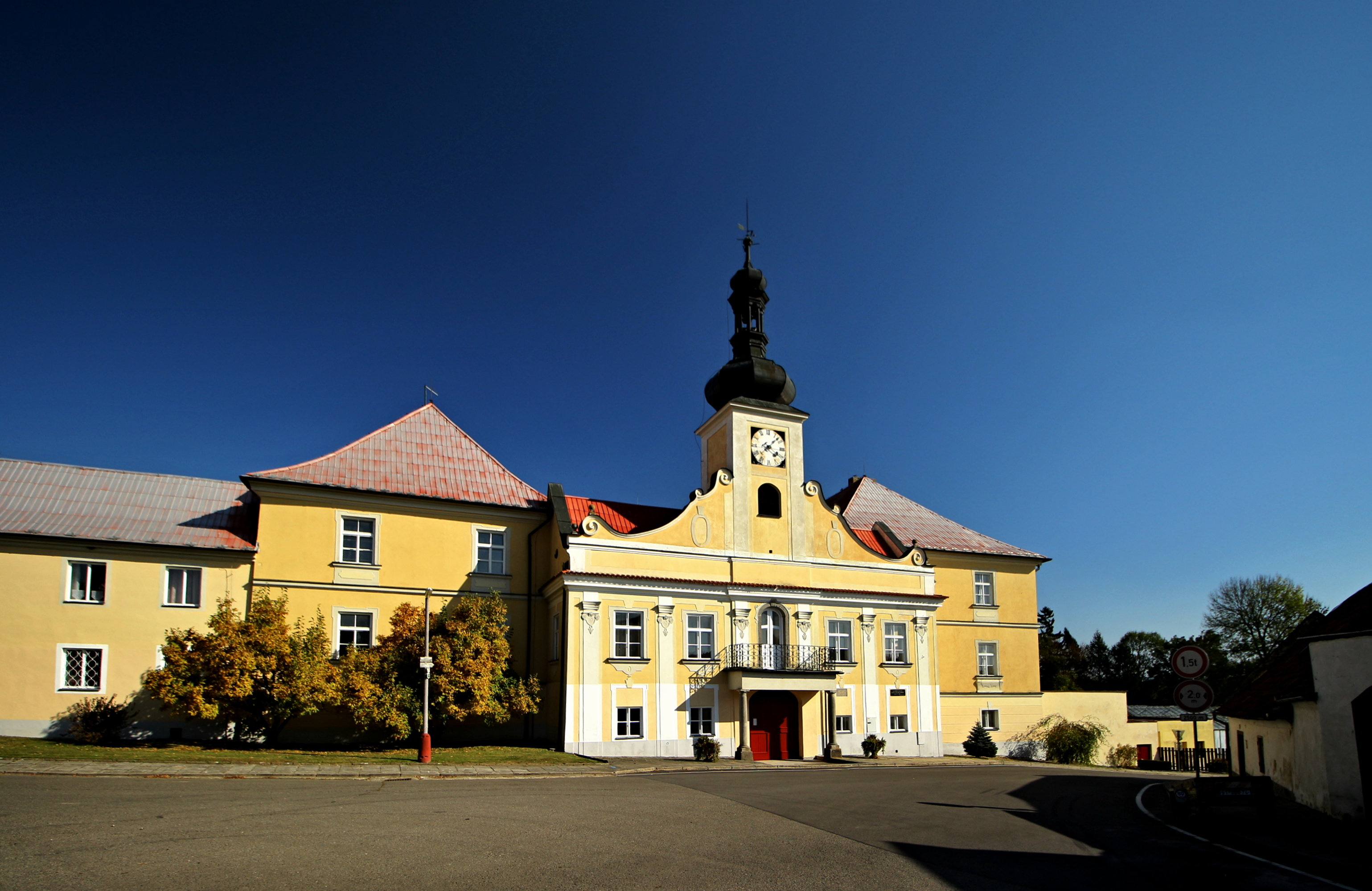
Stádlecký zámek

Narodil se jako syn hraběte Vincence Ignáce Františka, který zastával úřad královského kuchmistra a jeho manželky Filipíny, rozené hraběnky Novohradské z Kolovrat.
Podobně jako většina mužských potomků rodu Vratislavů z Mitrovic, vstoupil také František Adam v mládí do služeb císařské armády, kde sloužil několik let. Po nějaké době v důstojnické hodnosti armádu opustil a věnoval se cestování a svým uměleckým zálibám. Procestoval německé země, Francii a přeplavil se do Anglie, kde strávil nějaký čas v Londýně.
Při svých cestách se s velkou vášní věnoval studiu nových jazyků a se také věnoval studiu umění, navštěvoval galerie a výstavy, částečně kvůli lásce k malířskému umění, částečně kvůli zdokonalení ve vlastní aktivní tvorbě. Sám kreslil a maloval s velkým talentem.
Po návratu ze svých cest po zahraničí se natrvalo usadil na zámcích Stádlec a Dírná u Soběslavi v jižních Čechách, kde se věnoval umělecké tvorbě.
V 55 letech jej stihl nervový záchvat. Hrabě František Adam Vratislav z Mitrovic zemřel na stádleckém zámku dne 23. února 1815.

### Manželství a rodina
Hrabě František Adam byl ženatý s Philippinou Wagnerovou. Z tohoto manželství se narodilo několik synů a dcer. Nejstarší syn Gustav, později ženatý s baronkou z Klebersbergu, byl pokračovatelem této rodové linie.

### Dílo
Hrabě se věnoval malbě portrétů, krajin a historických maleb. Některé z jeho výtvorů se dochovaly na okolních sídlech na panstvích šlechty na Táborsku.